# Abdellah El Fassi
Pour les articles homonymes, voir El Fassi.
 (juin 2017).
Si vous disposez d'ouvrages ou d'articles de référence ou si vous connaissez des sites web de qualité traitant du thème abordé ici, merci de compléter l'article en donnant les références utiles à sa vérifiabilité et en les liant à la section « Notes et références ».
Abdellah El Fassi El Fihri, né le 24 octobre 1871 à Fès et mort le 26 mai 1930, est un vizir, magistrat, écrivain et poète au Maroc.

## Biographie
Sa formation est commune à celle de l'élite fassie de cette époque : il passa par le Msid (école coranique) avant d’intégrer la prestigieuse université Quaraouiyine. 
Il fut nommé vizir par intérim des affaires étrangères. 
Il fut nommé par le sultan Moulay Abd al-Hafid ambassadeur du Maroc à Paris du 24 mai 1909 au 15 juillet 1910. En compagnie de Mohammed El Mokri, vizir des finances, ils étaient chargés de négocier les contentieux qui opposaient les deux pays. 
Lorsqu’il revint au Maroc, il occupa le poste de magistrat dans la juridiction de Fès, puis fut notamment grand vizir du Sultan Mohammed V en 1930 sous le protectorat.
Son père s’appelait Abdeslam Ben Allal El Fassi. Il mourut prématurément et c’est son grand-père Allal El Fassi (c’est aussi l’arrière-grand-père du leader du Parti de l'Istiqlal, Allal El Fassi) qui l’éduqua. Son frère était Abdelouahed El Fassi. Abdellah épousa Zohr bint Abbas el-Fassi, sa cousine. Il a eu cinq enfants :
- Bachir El Fassi El Fihri  : magistrat.
- Abdeslam El Fassi El Fihri : président de l’université Quaraouiyine et ministre de l’Éducation.
- Abdelmajid El Fassi El Fihri : magistrat à Berkane et Kénitra
- Mohamed El Abed El Fassi El Fihri : conservateur de la bibliothèque de l’université Quaraouiyine
- Loubaba

Abbas El Fassi, Premier ministre marocain, est son petit-fils.
Il meurt le 26 mai 1930 d’un diabète doublé d’une hémiplégie.

## Œuvres
- Pages précieuses de ce que les Rois ne doivent pas ignorer en 1892. Livre adressé à Hassan Ier.
- L’accession au trône sans avoir atteint la puberté.
- Lettre sur la magistrature.